# Ryan Camilleri
Ryan Camilleri (Pietà, 22 maggio 1988) è un calciatore maltese, difensore del Qormi.

## Carriera

### Club
Dopo aver militato per 5 stagioni nel Pietà Hotspurs, viene acquistato dall'Hibernians, con cui nel 2012 conquista la Coppa di Malta.

### Nazionale
Debutta con la nazionale maltese l'11 settembre 2012 in occasione del match contro l'Italia; entra a cinque minuti dal termine dell'incontro al posto di Alex Muscat.

## Palmarès

### Club

#### Competizioni nazionali
- Coppa di Malta: 3

Hibernians: 2011-2012, 2012-2013
Valletta: 2017-2018
- Campionato maltese: 3

Valletta: 2015-2016, 2017-2018, 2018-2019
- Supercoppa di Malta: 2

Valletta: 2016, 2018